# Sociedade Geográfica Real da Espanha
Real Sociedad Geográfica é uma associação científica espanhola que foi fundada em Madrid no ano de 1876 com o nome de "Sociedad Geográfica de Madrid".
Tem como principal objetivo a difusão do conhecimento geográfico assim como a investigação e o estudo do mesmo, principalmente da Espanha e dos países ligados a ela por motivos linguísticos ou culturais.

## Presidentes da Real Sociedad Geográfica
- Fermín Caballero (24/03/1876 - 17/06/1876)
- Francisco Coello (12/11/1876 - 12/05/1878)
- Joaquín Gutiérrez Rubalcava (12/05/1878 - 17/05/1879)
- Antonio Cánovas del Castillo (17/05/1879 - 08/05/1881)
- Eduardo Saavedra (08/05/1881 - 08/05/1883)
- Ángel Rodríguez de Quijano y Arroquia (08/05/1883 - 12/05/1885)
- Segismundo Moret (12/05/1885 - 24/05/1887)
- Francisco de Borja Queipo de Llano, conde de Toreno (24/05/1887 - 29/05/1889)
- Francisco Coello (29/05/1889 - 30/09/1898 †)
- Federico Botella (30/09/1898 - 6/06/1899)
- Cesáreo Fernández Duro (6/06/1899 - 5/06/1908)
- Julián Suárez Inclán (5/06/1908 - 09/03/1909)
- Víctor María Concas (09/03/1909 - 22/06/1909)
- Marcelo de Azcárraga (30/06/1909--/30/05/1915)
- Javier Ugarte (21/06/1915 - 27/06/1919)
- Francisco Bergamín (29/10/1919 - 05/12/1927)
- Pío Suárez Inclán (30/01/1928 - 09/06/1930)
- Eloy Bullón y Fernández (09/06/1930 - 13/06/1932)
- Gregorio Marañón y Posadillo (13/06/1932 - 25/06/1934)
- Luis Rodríguez de Viguri (25/06/1934 - 18/07/1936)
- Sin presidente  (hasta 1939 no se volverá a elegir Presidente)
- Antonio Aranda Mata (8/01/1939 - 08/02/1943)
- Pedro de Novo y Fernández Chicharro (08/02/1943 - 31/05/1950)
- Francisco Bastarreche y Díez de Bulnes (31/05/1950 - 28/05/1962)
- Carlos Martínez de la Torre (28/05/1962 - 13/01/1964)
- Ángel Gónzalez de Mendoza y Dorvier (13/01/1964 - 2/06/1975)
- José María Torroja y Menéndez (2/06/1975 - 20/12/1994)
- Rodolfo Núñez de las Cuevas (20/12/1994-23/09/2002)
- Juan Velarde Fuertes (23/09/2002-3/02/2023)

## Referencias
- Geografía y colonialismo: la Sociedad Geográfica de Madrid (1876-1936), José Antonio Rodríguez Esteban, Universidad Autónoma de Madrid, 1996. ISBN 84-7477-607-4